# Mark-18-Torpedo
Der Torpedo Mark 18 ist eine Waffe der United States Navy aus dem Zweiten Weltkrieg, die auf erbeuteten deutschen G7e-Torpedos basiert. Seine Vorteile waren der Lauf ohne Emission von Gasblasen (wie sie beispielsweise ein pressluftgetriebener Torpedo emittieren würde) und die Tatsache, dass zur Herstellung nur rund 70 % der Arbeitsstunden nötig waren, wie sie für einen verbrennungsmotorgetriebenen Torpedo aufzuwenden waren. Nachteilig war insbesondere das Fehlen eines Schutzsystems gegen Kreisläufer, was nachgewiesen zum Verlust der USS Tang und möglicherweise weiterer Einheiten der Navy führte.
Aufgrund mancher technischen Unzulänglichkeiten, namentlich eine zu geringe Höchstgeschwindigkeit von 29 Knoten im Vergleich zu den Torpedos Mark 14 und Mark 16, die Abhängigkeit der Batterieleistung von der Wassertemperatur und die Notwendigkeit, regelmäßig die Torpedos aus den Rohren zu ziehen, um sie wieder aufzuladen, wurde die Waffe bereits 1950 ausgemustert, dennoch waren zum Ende des Zweiten Weltkrieges 65 % aller von US-Unterseebooten abgeschossenen Torpedos vom Typ Mark 18. Es mussten auch die Torpedorohre für die Verwendung dieser Waffe angepasst werden, da sie deutlich schneller als dampfbetriebene Torpedos (wie der Mark 14) beschleunigte und somit Beschädigungen der Waffe und der Leitschienen im Rohr drohten.

## Technische Daten
- Elektrisch angetriebener Torpedo
- Maximale Reichweite 3656 Meter bei 29 Knoten Höchstgeschwindigkeit
- Durchmesser 53,3 Zentimeter bei 6,223 Metern Länge und 1430 Kilogramm Gewicht.
- Sprengkopf von 261 Kilogramm Torpex
- Entwicklungsbeginn 1943, Indienststellung 1944
- erster operativer Einsatz im November 1944